# Дауни
Дауните (Dauni; гръцки: Δαυνία) са древен народ в историческата област Дауния, днешна Фоджа, в провинция Фоджа в Апулия, Италия. Те са населявали от преди 1000 пр.н.е. особено Гаргано (Монте Гаргано). През древността областта се казвала Калабрия.
Те са от илирийски произход и са родствени с месапите и певкетите. Занимавали са се с пиратство, преработка на камъни и експорт на жито. Имат и свои монети.
Те са завладени от самнитите и след това от римляните. Днес на мястото на техния град Ascoli се намира Асколи Пичено.